# 京パチだ・い・す・き
『京パチだ・い・す・き』（きょうパチだいすき）は、2006年10月8日からKBS京都テレビで放送されていたバラエティ番組。放送時間は毎週土曜 24時00分 - 24時58分。

## 概要
「地域密着型情報バラエティー・エンターテイメント番組」をコンセプトにして行われていた深夜番組。松原興産が経営するパチンコチェーン店「京一」の単独提供で、番組内では京一のスライドCMが流れていた。アイキャッチでは、グラビアアイドルたちが「京パチだ・い・す・き」と言っていた。
この番組がスタートしたことにより、それまで同時間帯で放送されていた『スタートレック:エンタープライズ』は火曜23時台へ移動した。

## 出演者

### 社長
- タージン

### 秘書
- 初代：藤井ともみ
- 2代目：浅野まこと
- 3代目：日高真弓
- 4代目：葉月まり
- 5代目：和泉奈保
- 6代目：伊東由美

### コーナー出演者
- ダブルダッチ - ドラマオーディションのコーナーの進行役を担当。
- 矢部美穂 - 原口とともに「トークでから騒ぎ」（旧：水着でから騒ぎ）の進行役を担当。
- 原口あきまさ - 矢部とともに「トークでから騒ぎ」の進行役を担当。

## コーナー・企画
- 企画会議 - 放送第1回目の企画で、内容がまだ何も決まっていないこの番組をどうするのかを検討した。その結果、京一ボーイと京一ガールを募集することになった。
- タージンの街めぐり - タージンが京都市伏見区下鳥羽に所在するパチンコ店を紹介。その後、伏見区内にある城南宮を訪れ、手水の取り方とお参りの方法を教わった。
- 水着でから騒ぎ - 数名の美女と色欲なトーク[要説明]をするコーナー。タージンはこのコーナーには出演しなかった。